# L'Arreposador
L'Arreposador és una muntanya de 1.186,9 metres del terme municipal de Conca de Dalt, a l'antic terme de Toralla i Serradell, del Pallars Jussà, en terres del poble de Toralla. Està situat a la Serra de Sant Salvador, al vessant nord, al límit de migdia de la vall del riu de Serradell. És al nord-est del Turó de la Roca de Migdia del Turó de la Roca Dreta, al sud-oest de la Cova de Toralla. És al sud-est de Serradell i a ponent de Toralla.